# Silente
Silente je hrvatska pop rock-grupa iz Dubrovnika osnovana 2013. godine. Proslavili su se pjesmom "Terca na tišinu".
Prvi album Silentea zove se Lovac na čudesa. Do prestanka rada sastava 8. srpnja 2016., po riječima Tibora Karamehmedovića "Zbog svoje trenutne nemogućnosti za dati išta umjetnički vrijedno na pozornici i van nje" izdali su dva albuma. Sastav se ponovno okupio u studenom 2017. godine.

## Članovi
- Tibor Karamehmedović – gitara, vokal
- Sanin Karamehmedović – bas
- Lara Viktorija Ilić – vokal
- Ivuša Gojan – bubnjevi
- Šimun Končić – klavijature/gitara, vokal
- Ivana Čuljak – violina, vokal

### Bivši članovi
- Doris Kosović – vokal
- Lorena Milina – violina, vokal

## Diskografija

### Albumi
- Lovac na čudesa (2013.)
- Neće rijeka zrakom teći (2015.)
- Malo magle, malo mjesečine (2018.)
- IV (2022.)

### Singlovi
| "Mene moje uši lažu"                             | 2020. | 5. | singl |
| "Nikada ovako"                                   | 2021. | 1. | singl |
| "Poljubi me za kraj"                             | 2021. | 1. | singl |
| "Sve što treba znat' o ženi"                     | 2023. | 4. | singl |
| "Sve da ima neki način"                          | 2024. | 3. | singl |
| "Voli me dok đavo spava"                         | 2024. | 4. | singl |
| "–" predstavlja da naslov nije ušao na ljestvicu |       |    |       |